# Нижня Солона
Нижня Соло́на — річка в Україні, в межах Новомиколаївського району Запорізької області. Права притока Верхньої Терси (басейн Дніпра).

## Опис
Довжина 20,1 км (інші дані 18 км), площа басейну 112 км² (інші дані 106 км²). Долина порівняно неглибока, з пологими схилами. Річище слабозвивисте, часто пересихає. Споруджено кілька ставків. 

## Розташування
Солона бере початок біля села Придорожнього. Тече здебільшого на захід. Впадає до Верхньої Терси біля північно-західної околиці села Барвінівки. 

## Цікаві факти
Річка Верхня Терса має аж три притоки з однаковою назвою: Солона. 